# Lepenski Vir
Lepenski Vir (en serbe cyrillique : Лепенски Вир, signifiant « Tourbillon des tilleuls ») est un site archéologique du Mésolithique et du Néolithique situé sur la rive sud du Danube, dans les gorges des Portes de Fer, en Serbie orientale. En raison de son importance, il figure sur la liste des sites archéologiques d'importance exceptionnelle de la république de Serbie.
Bien que longtemps interprété comme le site d'une communauté mésolithique ayant adopté des pratiques néolithiques, les données les plus récentes (2022) semblent au contraire indiquer que la construction de maisons, la société villageoise primitive et l'agriculture sont principalement associées à l'istallation sur place des premiers agriculteurs européens à partir de 6200 av. J.-C.

## Diffusion et datation

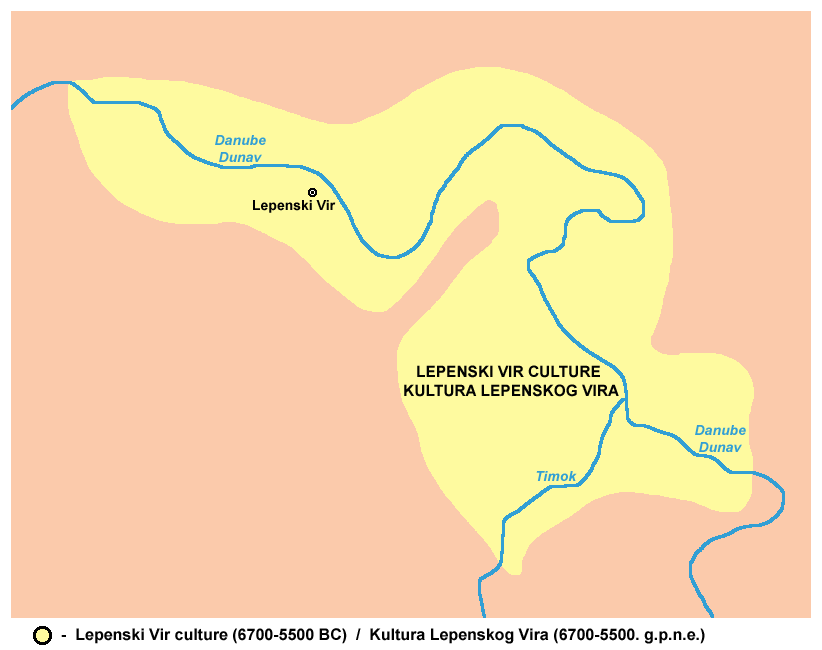
Aire de diffusion de la culture de Lepenski Vir

La culture de Lepenski Vir site s'est développée sur un grand site principal, Lepenski Vir, et une dizaine de villages secondaires, appartenant à la même culture et à la même époque, situés dans un espace géographique voisin, désormais à cheval sur la Serbie, la Roumanie et la Bulgarie : Hadjucka Vodenica, Padina, Vlašac, Icoana, ou encore Kladovska Skela. 
On suppose que l'origine de la culture de Lepenski Vir, parfois appelée Vârtejul Teiului en Roumanie, remonte aux premières populations européennes de chasseurs-cueilleurs de la culture de Brno-Předmostí, de la fin de la dernière ère glaciaire. Des traces archéologiques d'une occupation humaine des grottes avoisinantes ont en effet été  datées d'environ 20.000 ans avant notre ère. Lepenski Vir a été utilisé pour la première fois comme lieu de sépulture pendant la phase éponyme « Proto-Lepenski Vir » (vers 9500–7300 av. J.-C.). Des foyers rectangulaires en pierre à ciel ouvert, ainsi que des fragments d'os et de matériel lithique, ont été trouvés sous les étages des bâtiments ultérieurs, suggérant une occupation périodique par les populations mésolithiques des portes de fer.
Le site a été réoccupé après une interruption d'au moins mille ans vers 6200 av. J.-C., lorsque les premières maisons aux sols calcaires trapézoïdaux ont été construites.
Le site connaît son apogée entre 5300 et 4800 av. J.-C. Plusieurs périodes archéologiques ont ainsi été distinguées : le Proto-Lepenski Vir, le Lepenski Vir Ia-e, Lepenski Vir II puis Lepenski Vir III.

## Passage vers une culture néolithique
Lepenski Vir est représenté dans la plupart des manuels archéologiques comme un village mésolithique atypique qui a exploité avec succès une niche écologique riche et variée qui offrait une voie alternative à la complexité néolithique. Bien qu'il soit largement admis que les changements dans les stratégies de subsistance sont survenus grâce à l'interaction avec les communautés agricoles en dehors de la gorge, l'idée d'une transformation locale d'une culture à prédominance mésolithique en une culture à prédominance néolithique à Lepenski Vir est restée largement incontestée. En effet, Lepenski Vir diffère clairement des communautés traditionnelles du Néolithique ancien du sud-est et de l'Europe centrale, qui montrent peu ou pas d'influence du monde mésolithique. Néanmoins, les résultats biomoléculaires d'une étude de 2022 contredisent l'image de Lepenski Vir en tant que village mésolithique en voie de transition vers l'agriculture. Ceux-ci montrent que plus probablement ce sont des femmes, des hommes et des enfants de la mer Égée qui se sont installés sur le site pendant la phase de transition (6 200-5 900 av. J.-C.).
La construction rapide du village en tant que colonie planifiée avec des rangées de maisons trapézoïdales surplombant la rivière coïncide avec l'avènement de l'agriculture dans les Balkans centraux. Pourtant, à l'exception du chien, les animaux domestiques (ovin, caprin, bovin et porcin) ne se retrouvent sur le site qu'à la dernière phase d'occupation, ~ 5900 av. J.-C. Compte tenu de son emplacement sur le versant inférieur escarpé de la montagne Koršo, sans arrière-pays adjacent pour l'agriculture céréalière, il est peu probable que Lepenski Vir ait jamais été un site de production alimentaire ou néolithique au sens traditionnel. 
Pourtant, environ 20 % des ossements d'animaux du niveau III appartiennent à des espèces domestiquées. L'agriculture à petite échelle, à quelques kilomètres à travers la gorge ou dans les coteaux, n'a pas été prouvée mais reste théoriquement possible - aucune tentative systématique de récupération de macro-restes végétaux n'a été faite à l'époque sur le site qui est maintenant submergé -.
La distribution spatiale des sépultures au cours de la phase de transition mésolithique-néolithique montre des individus dont l'ascendance est liée aux premiers agriculteurs de la mer Égée principalement enterrés dans l'espace d'habitation, soit à l'intérieur ou entre les maisons, tandis que les individus  « chasseurs-cueilleurs d'Europe du sud-est » semblent être préférentiellement enterrés dans la zone d'amont. à l'arrière du village, dans de grandes fosses à sépultures multiples. Ces fosses ont des caractéristiques inhabituelles, d'environ 3–4 m de diamètre, englobant de multiples inhumations déposées les unes sur les autres en position couchée désarticulée ou allongée parallèlement au Danube, comme parmi les communautés du Mésolithique supérieur des Portes de Fer. Ces données semblent indiquer que les chasseurs-cueilleurs locaux ont peut-être vécu côte à côte avec les nouveaux agriculteurs, mais ont conservé des identités distinctes en ce qui concerne les rituels de mort et d'enterrement.
Les individus enterrés dans les fosses à sépultures multiples consommaient encore de grandes quantités de protéines aquatiques, tandis que les individus du village présentent à la fois un régime terrestre (plante et/ou animale) et résultant des activités de la pêche. Des aspects de la transition démographique néolithique, tels que des taux de mortalité élevés chez les enfants en dessous de l'âge de sevrage et la croissance démographique, sont déjà visibles pendant la phase de transition mésolithique-néolithique.

## Découvertes archéologiques

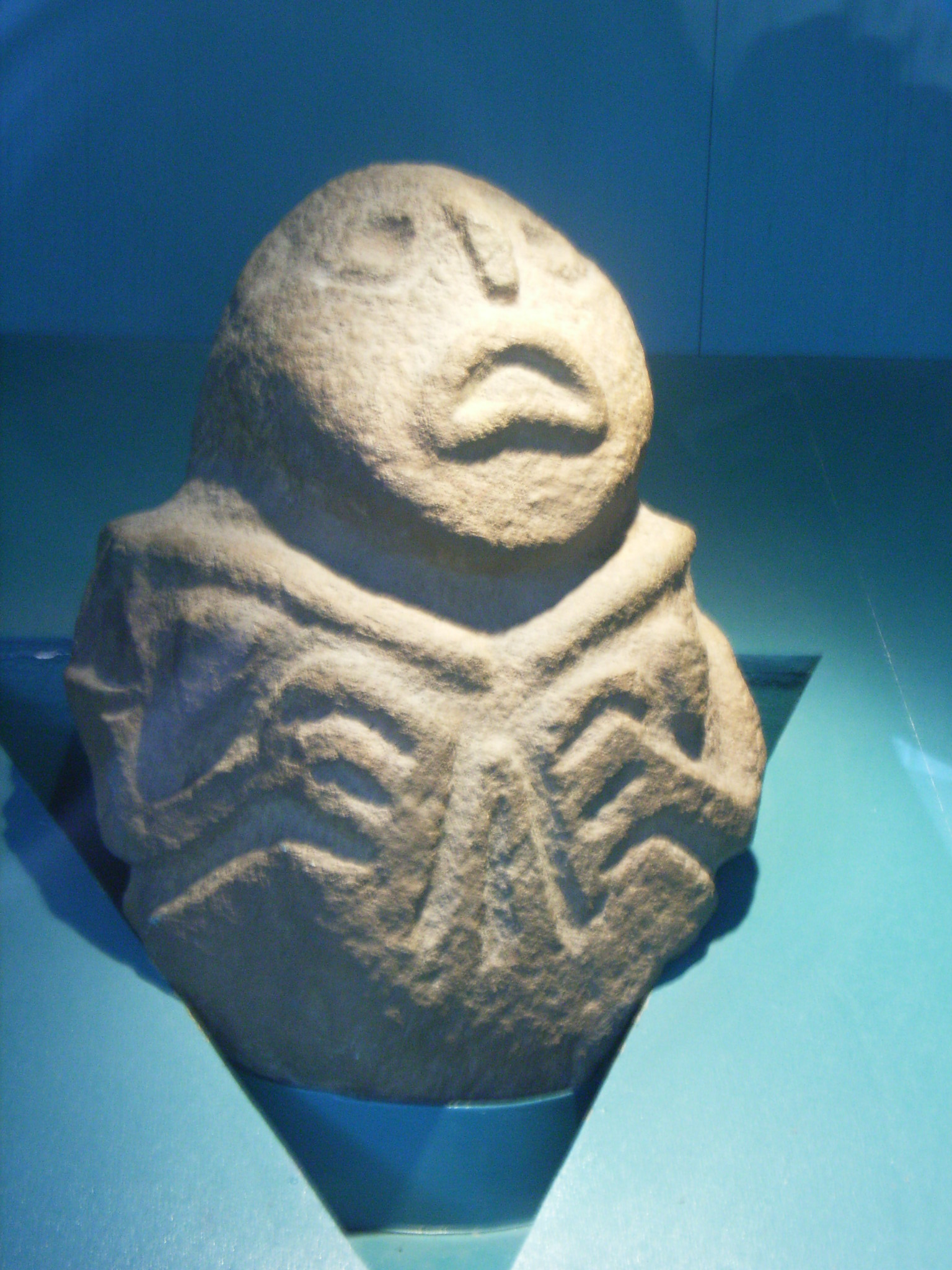
"Dieu-poisson" de Lepenski vir

Les premières fouilles archéologiques ont eu lieu en 1965 mais ce n'est qu'en 1967 que l'importance du site fut pleinement reconnue, après la découverte des premières sculptures mésolithiques. Les fouilles furent achevées en 1971, quand l'ensemble du site fut déménagé près de trente mètres plus haut pour éviter son engloutissement par un lac de retenue résultant de la construction du barrage roumano-yougoslave de Kladovo-Turnu Severin. 136 bâtiments et autels ont été découverts durant les fouilles initiales, de 1965 à 1970.
Parmi les objets retrouvés figurent des outils de pierre et d'os et de nombreux objets sacrés, y compris des sculptures de pierre, uniques dans leur genre. Toutes ces sculptures sont taillées à partir de galets de grès trouvés près du fleuve. Elles peuvent être classées en deux catégories : d'un côté des sculptures simples composées de dessins géométriques, et l'autre, des sculptures plus complexes au style anthropomorphique. La statue dite du Dieu-poisson de Lepenski Vir en constitue l'un des exemplaires le plus abouti. Elle mesure 0,70 m de haut environ et a été datée de 7 000 av. J.-C. Elle est actuellement conservée au Musée national de Belgrade

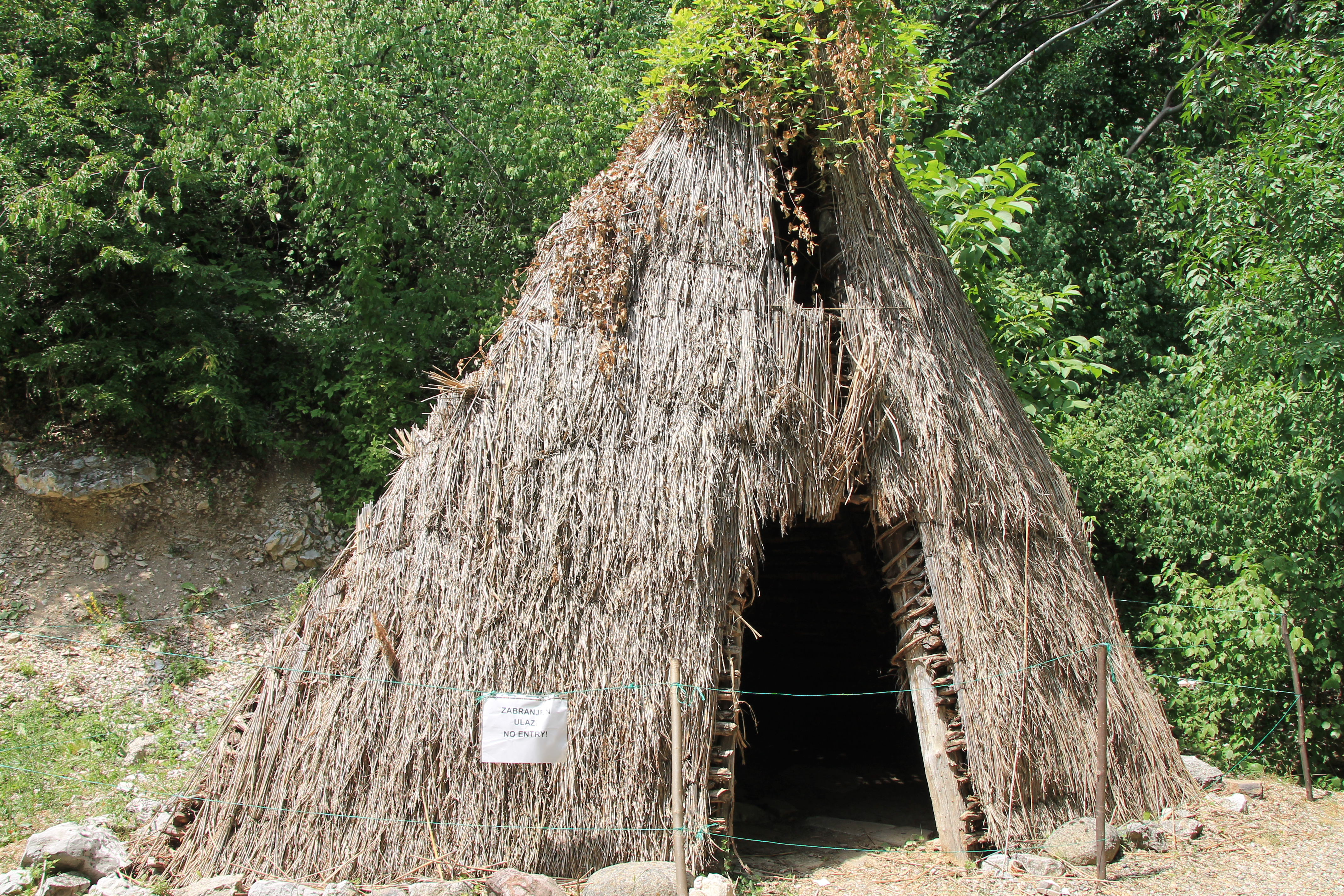
Réplique d'une maison

Les premières maisons aux sols calcaires trapézoïdaux construites à partir de 6200 av. J.-C. sont des structures semi-enterrées (« pit-houses »), souvent qualifiées de « cabanes » dans la littérature, ayant une superficie de 2 à 54 m2 (médiane = 14 m2). Elles présentent une sophistication géométrique remarquable. Il existe une incertitude considérable quant à l'origine et à la fonction des bâtiments trapézoïdaux de Lepenski Vir, qui rappellent des structures plus simples observées dans la région, mais présentent également des caractéristiques néolithiques remarquables, telles que des sépultures intra-muros, des sols élaborés en plâtre à la chaux avec de fines surfaces polies rouges ou blanches, et un aménagement intérieur strict, segmenté en zones de cuisson et d'inhumation. La construction de la colonie avec les maisons trapézoïdales distinctives a probablement été déclenchée par l'arrivée d'agriculteurs égéens et de leurs descendants, qui ont été enterrés à l'intérieur ou à proximité des maisons.

## Paléogénétique et populations
Les premiers habitants de Lepenski Vir sont décrits comme des « chasseurs-cueilleurs d'Europe du sud-est ». 
L'ascendance égéenne des premiers agriculteurs européens est présente sur le site seulement après 6 200 av. J.-C. Les agriculteurs égéens entrants se sont mélangés aux chasseurs-cueilleurs locaux mais les ont finalement supplantés ou complètement assimilés. Les modèles de mélange observés parmi les individus enterrés à Lepenski Vir et sur le site voisin de Padina sont cohérents avec l'arrivée de communautés étroitement liées aux premiers agriculteurs du bassin égéen pendant la phase de transition. Le fait que les résidents des deux sexes et de tout âge affichent des signatures génétiques égéennes pratiquement « non mélangées » suggère que des familles entières se sont installées sur le site. 

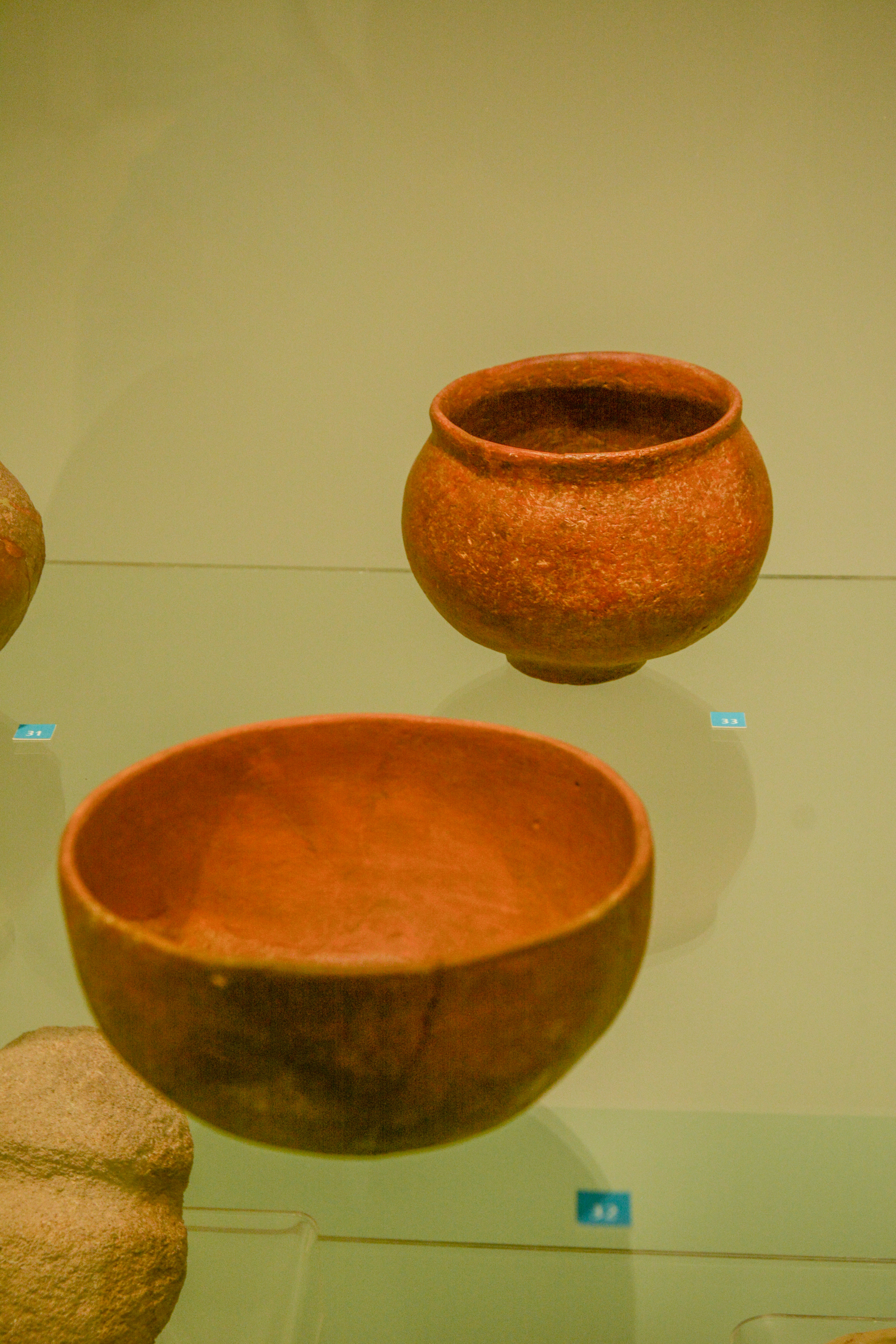
Pots en terre cuite, Lepenski Vir

La phase de transition mésolithique-néolithique se caractérise par l'apparition de nouvelles lignées mitochondriales (incl. J, X, T, N1a) et par la continuation de celles existantes (U5, H). Deux des individus considérés comme clairement mélangés sur la base de l'analyse génomique portent des lignées maternelles U5. Étant donné que les lignées U5 sont rares parmi les premiers agriculteurs de la mer Égée, il est probable que ces individus aient eu des ancêtres mésolithiques féminins, ce qui suggère que les femmes locales faisaient partie du réseau d'accouplement du groupe entrant qui s'est installé à Lepenski Vir vers 6 200 av. J.-C. À l'inverse, la présence de l'haplogroupe R1b Y dans la phase de transition et sa faible fréquence chez les individus de la mer Égée suggèrent une contribution de mâle chasseur-cueilleur au pool génétique post-6 200 av. J.-C.. Néanmoins, durant leur cohabitation, les populations d'agriculteurs et de chasseurs-cueilleurs sont restées globalement bien différenciées génétiquement et phénotypiquement. Les données provenant d'autres sites des Portes de Fer indiquent que ces communautés ont existé côte à côte pendant des centaines d'années sans interactions d'accouplement réguliers. 
La dernière phase d'occupation à Lepenski Vir vers 5 900 av. J.-C. voit la disparition du clade maternel U5 autrefois répandu et l'augmentation correspondante des lignées, telles que T, N1a et H, suggérant une augmentation disproportionnée des lignées d'origine égéenne. Bien que des différences de survie ou de fertilité entre les communautés de chasseurs-cueilleurs et celles d'agriculteurs ne puissent être exclues, un afflux continu d'agriculteurs égéens sur le site entraînant une dilution de l'ascendance chasseurs-cueilleurs d'Europe du sud-est au fil du temps, voire un événement de remplacement unique, est plus probable.